# Nate Erdmann
Nathan Lewis Erdmann, detto Nate (Fort Dodge, 21 novembre 1973), è un ex cestista statunitense, professionista in Europa.

## Carriera
Esce nel 1997 dalla University of Oklahoma, ateneo in cui realizza oltre venti punti di media a gara al suo secondo e ultimo anno di permanenza. In estate viene scelto dagli Utah Jazz al draft NBA 1997 (57ª scelta) ma subisce il taglio prima dell'inizio del campionato, andando quindi a giocare in CBA con gli Idaho Stampede.
La stagione 1998-99 è quella del debutto nel campionato italiano, seppur di Serie A2: si mette in mostra alla Nike Summer League di Treviso facendosi notare dello staff della Pallacanestro Biella che lo tessera per due anni di fila, prima di approdare nella massima serie con l'ingaggio da parte di Avellino dove viaggia ad una media di 19,1 punti in 33,6 minuti di utilizzo. Rimane in Serie A anche nel biennio seguente trasferendosi alla Pallacanestro Trieste con cui disputa anche l'ULEB Cup 2002-03 in campo europeo.
Un anno più tardi approda in Francia al Pau Orthez, squadra partecipante anche all'Eurolega, ma a febbraio viene tagliato a seguito di un infortunio. Nel novembre 2004 firma con gli spagnoli del Cantabria Lobos (Liga LEB, seconda serie nazionale) restando fino al termine del campionato. La sua carriera si chiude con due parentesi nel campionato polacco, con le canotte di Anwil Włocławek e Stal Ostrów Wielkopolski, inframezzate da un ritorno al Cantabria.